# Regionalverwaltung
Als Regionalverwaltung werden staatliche und nichtstaatliche Verwaltungen auf Ebene von Regionen bezeichnet.
In zentralistisch organisierten Staaten entspricht ihr Wirkungsgebiet annähernd dem eines deutschen oder österreichischen Bundeslands bzw. eines Kantons, aber ohne eigene Gesetzgebung. In Bundesstaaten ist sie (falls verwirklicht) eine Verwaltungsebene zwischen Bundesland und politischem Bezirk bzw. Landkreis.
Die Regionen stellen Gebiete mittlerer Größe dar und haben den Zweck, Verwaltungs- und Entscheidungskompetenzen von der nationalen bzw. Landesebene näher zu den Betroffenen zu verlagern (siehe Regionalismus und Bürgernähe), aber auch die kulturgeschichtliche Identifikation zu fördern. In Staaten mit größeren Minderheiten sind sie bisweilen mit speziellen Autonomierechten ausgestattet.

## Regionalverwaltungen im deutschsprachigen Raum
Regionalverwaltungen in Deutschland, Österreich und Schweiz sind unter anderem:
- die Regierungsbezirke in Deutschland, eine Zwischen-Verwaltungsebene in einigen Bundesländern (Bayern, Baden-Württemberg, Nordrhein-Westfalen) zur Bündelung ressortverschiedener Aufgaben und zur Kommunalaufsicht, sowie
  - die früheren 14 Bezirke der DDR zwischen 1952 und 1990
- die Bezirkshauptmannschaften in Österreich, teilweise untergliedert in Gerichtsbezirke
- die Bezirke (Schweiz) als Ebene zwischen Kanton und Gemeinde (Regionalkonferenz (Schweiz))
- Vereinzelt werden auch freiwillige Gemeinde-Kooperationen als Regionalverwaltung bezeichnet, z. B. beim Bauwesen, den Bädern oder der Feuerwehr[1].

In Niedersachsen wird ein Regionalisierungskonzept zur Reform der Kreisebene diskutiert. Es soll in vergrößerten Landkreisen neben Verwaltungsdiensten auch neue Formen von Gemeinde-Kooperationen und die regionale Bildungs- und Gesundheitsversorgung umfassen. Auch eine Stärkung der Planungsinstrumente durch die Einbeziehung der Katasterämter (Geoinformation) in die kommunale Regionalverwaltung wird überlegt.

## Regionalverwaltungen einiger anderer Staaten
- die Regionen Frankreichs, 27 Gebietskörperschaften zur Selbstverwaltung (ohne Gesetzgebung), sowie ihre Untergliederung in
  - 101 Départements, von denen 96 in Frankreich und 5 in Übersee liegen (Conseil régional)
- die Arrondissements in Belgien und Kanada
- die 109 Italienische Provinzen innerhalb der 20 Großregionen
- die 41 Kreisverwaltungen in Rumänien
- die Okresy in Tschechien und der Slowakei
- die Provinzverwaltungen in Finnland
- die Oblaste in Russland, Ukraine, Bulgarien und anderen Oststaaten
- in China die Kreise innerhalb der Provinzen bzw. die Regierungsbezirke der fünf teilautonomen Gebiete.

In Israel sind die etwa 55 Regionalverwaltungen hingegen wesentlich kleiner. Sie wurden zwischen 1949 und 2004 im ländlichen Raum gegründet und umfassen nur zwischen 3 und 50 Ortschaften, die überwiegend Kibbuzim sind.

## In kirchlichen Organisationen
- die evangelische Regionalverwaltung in einigen Regionen Deutschlands (Oberhessen, Rheinhessen, Wiesbaden, Rhein-Lahn, Frankfurt, Limburg, Hamburg) für die gemeinsame finanzielle Verwaltung von Kirchengemeinden[3]
- die Dekanate (mehrere Pfarren einer Diözese) in der katholischen Kirche.